# 매션 아믹
메이천 에이믹(Mädchen Amick, 영어 발음: /ˈmeɪtʃən ˈeɪmɪk/, 1970년 12월 12일 ~ )은 미국의 배우, 텔레비전 감독이다.

## 출연 작품

### 영화
- 슬립워커스 (1992)
- 드림 러버 (1993)
- 천사의 음모 (1993, Love, Cheat & Steal)

### 텔레비전
- 트윈 픽스 (1990-91)
- 비바 로플린 (2007)